# 피아노 조율사

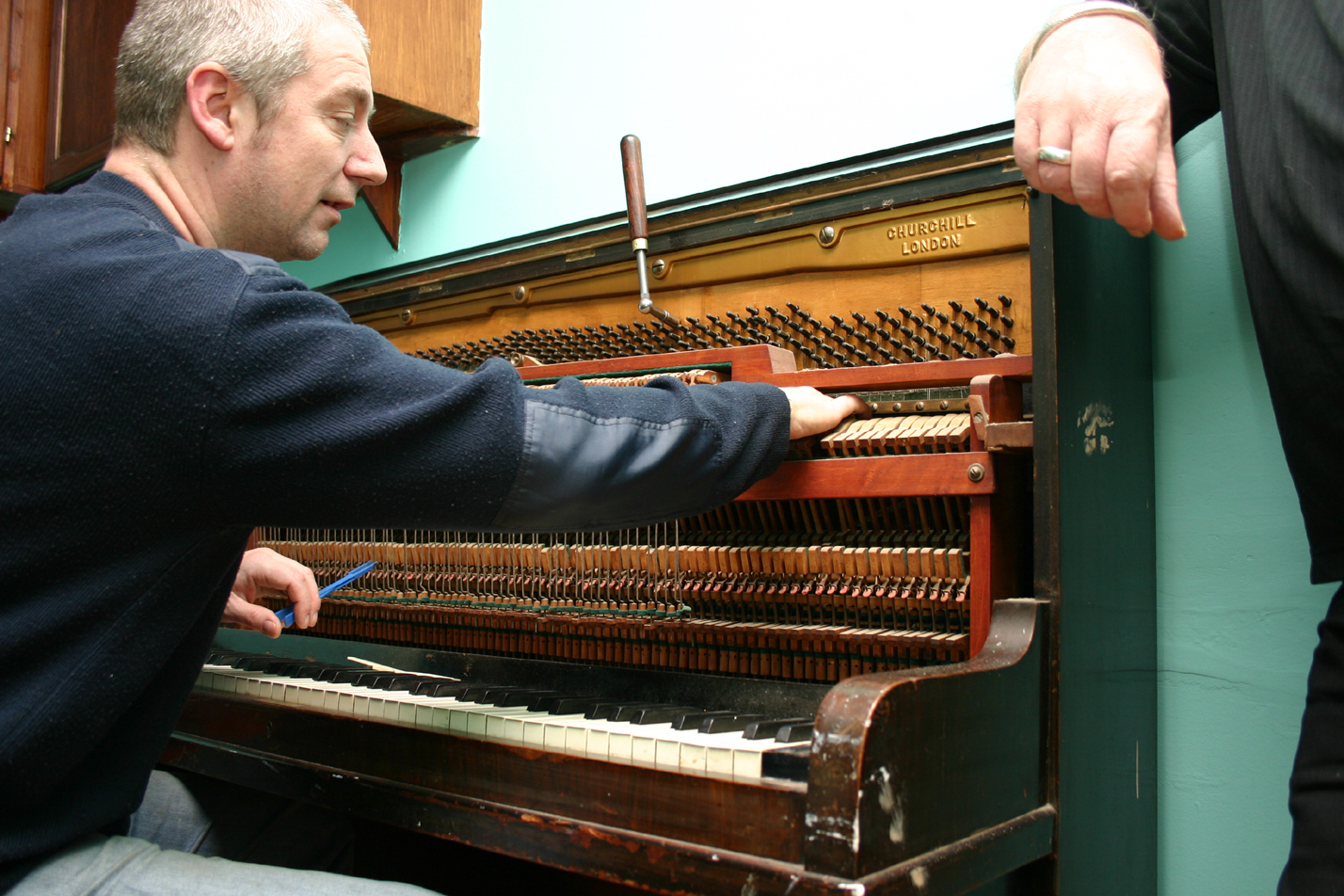

조율사는 피아노의 음 높이와 음색이 잘 맞도록 피아노를 조율하는 이를 말한다.